# Heart of the Rockies
Heart of the Rockies è un film del 1937 diretto da Joseph Kane.
È un film western statunitense con Robert Livingston, Ray Corrigan e Max Terhune. Fa parte della serie di 51 film western dei Three Mesquiteers, basati sui racconti di William Colt MacDonald e realizzati tra il 1936 e il 1943.

## Produzione
Il film, diretto da Joseph Kane su una sceneggiatura di Jack Natteford e Oliver Drake con il soggetto di Bernard McConville (storia) e William Colt MacDonald (creatore dei personaggi), fu prodotto da Sol C. Siegel per la Republic Pictures e girato a Kernville e sul lago Hemet nella San Bernardino National Forest, in California.

## Distribuzione
Il film fu distribuito negli Stati Uniti dal 6 settembre 1937 al cinema dalla Republic Pictures.